# Choquinha-carijó
Formigueiro-estriado-oriental ou choquinha-carijó (Drymophila malura) é uma espécie de ave da família Thamnophilidae.
Pode ser encontrada nos seguintes países: Argentina, Brasil e Paraguai.
Os seus habitats naturais são: florestas subtropicais ou tropicais húmidas de baixa altitude.